# Jacob du Bon
Jacob du Bon (ur. 1695, zm. 1760) – holenderski polityk. Wielki Pensjonariusz Zelandii od 3 stycznia 1757 do 1 czerwca 1760.